# Oosterse ekster
De oosterse ekster (Pica serica)  is een zangvogel uit de familie van de kraaien en het geslacht eksters (Pica). De soort is op grond van moleculair genetisch onderzoek dat in 2017 werd gepubliceerd afgesplitst van de ekster.

## Herkenning
Deze soort lijkt sterk op de gewone ekster, maar oogt donkerder, is gemiddeld kleiner met een betrekkelijk korte staart en een groene glans op de vleugels.

## Verspreiding en leefgebied
Deze soort komt voor in het Oost-Azië en telt ondersoorten:
- P. s. serica Gould, 1845: van noordelijk Myanmar tot oostelijk China, Taiwan en noordelijk Indochina.
- P. s. anderssoni Lönnberg, 1923: zuidoostelijk Rusland, het uiterste noordoosten van China en Korea.

## Status
De oosterse ekster komt niet als aparte soort voor op de lijst van het IUCN, maar is daar (nog) een ondersoort van de (gewone) ekster (Pica pica).